# Prémio Global de Professores
O Prêmio Global de Professores (em inglês:  Global Teacher Prize) é um prémio de um milhão de dólares concedido anualmente pela Fundação Varkey a um professor que contribuiu de forma notável para a profissão. As nomeações dos professores que atendam aos critérios específicos são abertas ao público em todo o mundo, e os professores também podem se candidatar. A avaliação é feita pela Academia do Prémio Global de Professores, composta por diretores, especialistas em educação, comentadores, jornalistas, funcionários públicos, empresários de tecnologia, diretores de empresas e cientistas de todo o mundo.
O prémio anual foi criado na segunda edição anual do Fórum Global de Educação e Competências em março de 2014 e recebeu mais de mil nomeações de cento e vinte e sete países.
O prémio, que tem sido referido por jornalistas como o Prémio Nobel da educação, destaca e celebra a profissão, ao mesmo tempo que dá maior reconhecimento ao trabalho dos professores em todo o mundo.

## História
O primeiro Prémio Global de Professores anual foi atribuído em março de 2015 para Nancie Atwell, uma professora de inglês e formadora de professores na zona rural de Maine, nos Estados Unidos, onde fundou e dirigiu uma escola. . O Primeiro professor brasileiro a se classificar para o prêmio foi o professor de engenharia , o Dr. Márcio de Andrade Batista   da UFMT   . Além disso o professor Marcio de Andrade Batista, orientou a primeira Mato Grossense ganhadora do Prêmio Jovem Cientista - CNPq   . Além disso o professor Dr. Márcio já conquistou outros diversos prêmios  .

## Vencedores
| Ano  | Imagem | Nome              | País           | Ocupação                           |
| ---- | ------ | ----------------- | -------------- | ---------------------------------- |
| 2015 |        | Nancie Atwell     | Estados Unidos | professora de inglês.[17]          |
| 2016 |        | Hanan Al Hroub    | Palestina      | professora palestiniana.[18]       |
| 2017 |        | Maggie MacDonnell | Canadá         | professora inuíte.[19]             |
| 2018 |        | Andria Zafirakou  | Reino Unido    | professora de artes e têxteis.[20] |
| 2019 |        | Peter Tabichi     | [ Quénia       | professor de ciências.[21]         |
| 2020 |        | Ranjitsinh Disale | Índia          | professor indiano.[22]             |
| 2021 |        | Keishia Thorpe    | Estados Unidos | professora de inglês.[23]          |